# Sweeney Todd (película de 2006)
Sweeney Todd es un telefilme británico de drama, terror y crimen de 2006, dirigido por David Moore, escrito por Joshua St Johnston, musicalizado por Simon Fisher-Turner, en la fotografía estuvo Ulf Brantås y los protagonistas son Ray Winstone, Essie Davis y David Warner, entre otros. Este largometraje fue realizado por Box TV, Pie Shop Productions Ltd., Size 9 Productions y British Broadcasting Corporation (BBC); se estrenó el 3 de enero de 2006.

## Sinopsis
Es una adaptación para la televisión de los siniestros sucesos del barbero diabólico de la calle Fleet. Además de analizar las causas que lo condujeron al crimen, se examina también su tormentosa niñez, el martirio que vivió.